# Tagma

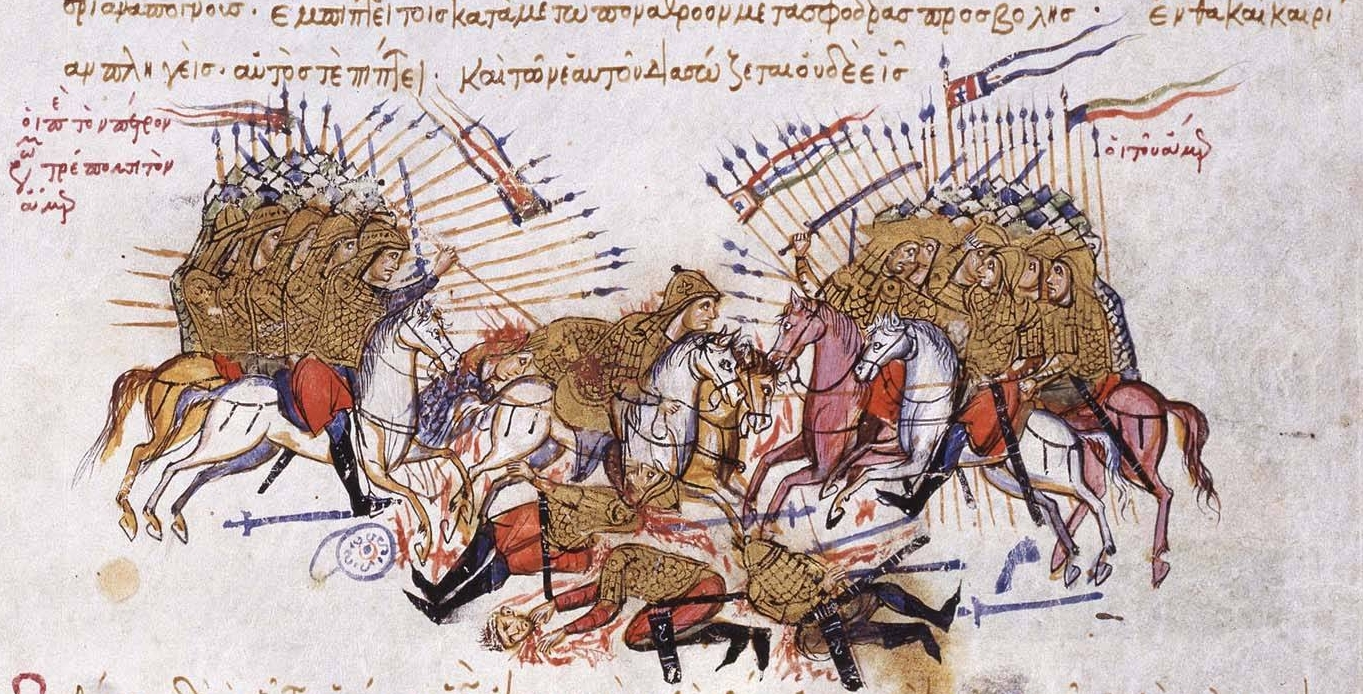
Bitva mezi jízdními oddíly Byzantinců a Arabů, kronika Jana Skylitza

Tagma (plurál tagmata) byl elitní vojenský útvar byzantské armády. Za vlády císaře Konstantina V. byly stávající gardové oddíly přetvořeny v tagmata. Tyto stálé a profesionální jednotky, rozmístěné v Konstantinopoli a jejím okolí, sestávaly z vojáků oddaných císaři a sloužily jako ústřední záloha doplňovaná během tažení themovými vojsky.